# Arte Joven
Arte Joven fue una revista modernista editada en Madrid a lo largo de 1901. En 1909 se publicó un número adicional en Barcelona.

## Historia
Vinculada al modernismo, su director literario fue Francisco de Asís Soler y el artístico Pablo Ruiz Picasso, que colaboraría con ilustraciones. Su número cero apareció el 10 de marzo de 1901. Se publicaron posteriormente cuatro números, entre el 31 de marzo y el 1 de junio de 1901. Dio cabida a textos de Unamuno, Pío Baroja, Bernardo G. De Candamo, Ramón de Godoy y Solá, Timoteo Orbe, Dionisio de las Heras, Ramón Reventós, Jacinto Verdaguer,  Silverio Lanza, Juan Gualberto Nessi, Salvador Rueda, Azorín, Alberto Lozano, Pedro Barrantes, o Camilo Bargiela, entre otros.
En 1909, en Barcelona, apareció publicada una segunda época, de la que en el Arxiu de Revistes Catalanes Antigues (ARCA) figura un único número datado el 1 de septiembre de 1909, con «F. de Sorel» como gerente.